# Kloster Benifassà
Das Kloster Benifassà (valencianisch Real Convent de Santa Maria de Benifassà; spanisch Benifasar; Benifazanum) ist eine ehemalige Zisterzienserabtei in der Gemeinde La Pobla de Benifassà in der Comarca Baix Maestrat der Provinz Castellón in der Region Valencia in Spanien, im Hügelland der Montes de Benifasar im Norden der Provinz. 1968 wurde sie von Nonnen aus dem Orden der Kartäuser wiederbesiedelt. 2019 verließen die Kartäuserinnen die Anlage.

## Geschichte
Das als Tochterkloster von Kloster Poblet auf Anordnung von König Jakob I. von Aragón 1233 gegründete und im Jahr 1235 besiedelte Kloster war die erste christliche Ordensniederlassung im wiedereroberten Gebiet von Valencia. Es lag bei der islamischen Burg Beni-Hazà und gehörte der Filiation der Primarabtei Clairvaux an. Die erste Ansiedlung erfolgte in der Ebene bei der Burg, bis 1250 das Kloster bezogen wurde. 1316 zählte die Abtei 20 Mönche und zehn Konversen. Es erwarb Grundbesitz im Gebiet von Tortosa. Von 1554 an wurden die Äbte für eine Dreijahresperiode berufen. Im 18. Jahrhundert erlitt das Kloster durch die Pest und den Spanischen Erbfolgekrieg Schaden. In den Unabhängigkeitskriegen war es von 1810 bis 1814 verlassen, wurde dann wieder besiedelt und fiel schließlich 1835 der Klosteraufhebung (Desamortisation) unter der Regierung von Juan Álvarez Mendizábal zum Opfer.
Seit 1931 ist die Anlage als Monumento Nacional klassifiziert.

## Bauten und Anlage
Die im Osten polygonal geschlossene Kirche nach dem Plan von Poblet wurde 1276 fertiggestellt. Die ausgedehnte Klosteranlage ist ummauert und um mehrere Innenhöfe gruppiert. Der spitzbogige Kreuzgang südlich der Kirche mit sehr einfachen Kapitellen entstammt dem 14. Jahrhundert. Erhalten sind auch Kapitelsaal und Refektorium. Weiter sind das spätromanische Königstor (Porta reial), das alte Abtshaus in strenger Gotik und das neue Abtshaus an der Stelle des Kellers und des Dormitoriums erhalten.